# Збірна біженців на літніх Олімпійських іграх 2016
Олімпійська збірна біженців на літніх Олімпійських іграх 2016 року була представлена десятьма спортсменами в трьох видах спорту. 
Першим про можливість створення такої збірної у січні 2016 року сказав президент Міжнародного олімпійського комітету Томас Бах. Виступати олімпійці-біженці будуть під олімпійським прапором. Неофіційно використовувався також і прапор Нації Біженців. Для потрапляння до цієї збірної спортсмени повинні були мати високі спортивні результати, а також наявність статусу біженця, підтвердженого ООН. У березні МОК офіційно підтвердив, що збірна біженців виступить на Олімпійських іграх в Ріо-де-Жанейро.

## Склад збірної
3 червня 2016 року було оголошено склад збірної біженців на майбутні Олімпійські ігри. До нього увійшли 10 спортсменів, які виступатимуть у трьох видах спорту. Головою олімпійської делегації було призначено екс-рекордсменку світу в марафоні кенійку Теглу Лорупе.
| Спортсмен             | Країна          | Проживання | Вид спорту     | Дисципліна                  |
| --------------------- | --------------- | ---------- | -------------- | --------------------------- |
| Пополе Місенга        | ДР Конго        | Бразилія   | Дзюдо          | до 90 кг, чоловіки          |
| Йоланде Букаса Мабіка | ДР Конго        | Бразилія   | Дзюдо          | до 70 кг, жінки             |
| Джеймс Ньянг Чінгієк  | Південний Судан | Кенія      | Легка атлетика | біг на 400 м, чоловіки      |
| Іч Пур Біль           | Південний Судан | Кенія      | Легка атлетика | біг на 800 м, чоловіки      |
| Пауло Амотун Локоро   | Південний Судан | Кенія      | Легка атлетика | біг на 1500 м, чоловіки     |
| Йонас Кинде           | Ефіопія         | Люксембург | Легка атлетика | марафон, чоловіки           |
| Роуз Натіке Локоньєн  | Південний Судан | Кенія      | Легка атлетика | біг на 800 м, жінки         |
| Анджеліна Нада Лоаліт | Південний Судан | Кенія      | Легка атлетика | біг на 1500 м, жінки        |
| Рамі Аніс             | Сирія           | Бельгія    | Плавання       | 100 м баттерфляєм, чоловіки |
| Юсра Мардіні          | Сирія           | Німеччина  | Плавання       | 200 м вільним стилем, жінки |

## Результати змагань

### Водні види спорту

#### Плавання
У наступний раунд на кожній дистанції проходять спортсмени, що показали кращий результат, незалежно від місця, зайнятого в своєму запливі.
Чоловіки
| Дистанція                 | Спортсмени | Попередній раунд | Попередній раунд | Попередній раунд | Півфінал        | Півфінал        | Півфінал        | Фінал           | Фінал           |
| Дистанція                 | Спортсмени | Заплив           | Результат        | Місце            | Заплив          | Результат       | Місце           | Результат       | Місце           |
| ------------------------- | ---------- | ---------------- | ---------------- | ---------------- | --------------- | --------------- | --------------- | --------------- | --------------- |
| 100 метрів батерфляєм     | Рамі Аніс  | 2                | 56,23            | 56               | Завершив виступ | Завершив виступ | Завершив виступ | Завершив виступ | Завершив виступ |
| 100 метрів вільним стилем | Рамі Аніс  | 2                | 54,25            | 40               | Завершив виступ | Завершив виступ | Завершив виступ | Завершив виступ | Завершив виступ |

Жінки
| Дистанція                 | Спортсменки  | Попередній раунд | Попередній раунд | Попередній раунд | Півфінал         | Півфінал         | Півфінал         | Фінал            | Фінал            |
| Дистанція                 | Спортсменки  | Заплив           | Результат        | Місце            | Заплив           | Результат        | Місце            | Результат        | Місце            |
| ------------------------- | ------------ | ---------------- | ---------------- | ---------------- | ---------------- | ---------------- | ---------------- | ---------------- | ---------------- |
| 100 метрів вільним стилем | Юсра Мардіні | 1                | 1:04,66          | 45               | Завершила виступ | Завершила виступ | Завершила виступ | Завершила виступ | Завершила виступ |
| 100 метрів батерфляєм     | Юсра Мардіні | 1                | 1:09,21          | 41               | Завершила виступ | Завершила виступ | Завершила виступ | Завершила виступ | Завершила виступ |

### Дзюдо
Змагання з дзюдо проводилися за системою з вибуванням. У втішні раунди потрапляли спортсмени, які програли півфіналістам турніру. Два спортсмени, які здобули перемогу у втішному раунді, в поєдинку за бронзу билися з дзюдоїстами, програли в півфіналі.
Чоловіки
| Категорія | Спортсмени     | 1/32 фіналу        | 1/16 фіналу                    | 1/8 фіналу                        | Чвертьфінал        | Півфінал           | Фінал              | Місце |
| Категорія | Спортсмени     | Суперник Результат | Суперник Результат             | Суперник Результат                | Суперник Результат | Суперник Результат | Суперник Результат | Місце |
| --------- | -------------- | ------------------ | ------------------------------ | --------------------------------- | ------------------ | ------------------ | ------------------ | ----- |
| до 90 кг  | Пополе Місенга | не брав участі     | А. Сінгх (IND) Переміг 001:000 | Квак Тонхан (KOR) Програв 000:100 | Завершив виступ    | Завершив виступ    | Завершив виступ    | 9     |

Жінки
| Категорія | Спортсменки           | 1/16 фіналу                  | 1/8 фіналу          | Чвертьфінал         | Півфінал            | Фінал               | Місце |
| Категорія | Спортсменки           | Суперниця Результат          | Суперниця Результат | Суперниця Результат | Суперниця Результат | Суперниця Результат | Місце |
| --------- | --------------------- | ---------------------------- | ------------------- | ------------------- | ------------------- | ------------------- | ----- |
| до 70 кг  | Йоланде Букаса Мабіка | Лінда Болдер (ISR) П 000:110 | Завершила виступ    | Завершила виступ    | Завершила виступ    | Завершила виступ    | 17    |

### Легка атлетика
Чоловіки
Бігові дисципліни
| Дисципліна         | Спортсмен             | Попередній раунд | Попередній раунд | Чвертьфінали    | Чвертьфінали    | Півфінали       | Півфінали       | Фінал           | Фінал           |
| Дисципліна         | Спортсмен             | Час              | Місце            | Час             | Місце           | Час             | Місце           | Час             | Місце           |
| ------------------ | --------------------- | ---------------- | ---------------- | --------------- | --------------- | --------------- | --------------- | --------------- | --------------- |
| біг на 400 метрів  | Джеймс Ньянг Чингийек | 52,89            | 8                | Завершив виступ | Завершив виступ | Завершив виступ | Завершив виступ | Завершив виступ | Завершив виступ |
| біг на 800 метрів  | Ич Пур Біль           | 1:54,67          | 8                | Завершив виступ | Завершив виступ | Завершив виступ | Завершив виступ | Завершив виступ | Завершив виступ |
| біг на 1500 метрів | Пауло Амотун Локоро   | 4:03,96          | 11               | Завершив виступ | Завершив виступ | Завершив виступ | Завершив виступ | Завершив виступ | Завершив виступ |

Шосейні дисципліни
| Дисципліна | Спортсмен   | Час     | Місце | Відставання |
| ---------- | ----------- | ------- | ----- | ----------- |
| марафон    | Йонас Кінде | 2:24,08 | 90    |             |

Жінки
Бігові дисципліни
| Дисципліна         | Спортсменка          | Попередній раунд | Попередній раунд | Попередній раунд | Чвертьфінали     | Чвертьфінали     | Чвертьфінали     | Півфінали        | Півфінали        | Півфінали        | Фінал            | Фінал            |
| Дисципліна         | Спортсменка          | Забіг            | Час              | Місце            | Забіг            | Час              | Місце            | Забіг            | Час              | Місце            | Час              | Місце            |
| ------------------ | -------------------- | ---------------- | ---------------- | ---------------- | ---------------- | ---------------- | ---------------- | ---------------- | ---------------- | ---------------- | ---------------- | ---------------- |
| біг на 800 метрів  | Роуз Натике Локоньен | 2                | 2:16,64          | 7                | Завершила виступ | Завершила виступ | Завершила виступ | Завершила виступ | Завершила виступ | Завершила виступ | Завершила виступ | Завершила виступ |
| біг на 1500 метрів | Пауло Амотун Локоро  | 2                | 4:47,38          | 14               | Завершила виступ | Завершила виступ | Завершила виступ | Завершила виступ | Завершила виступ | Завершила виступ | Завершила виступ | Завершила виступ |